# Trude von Molo

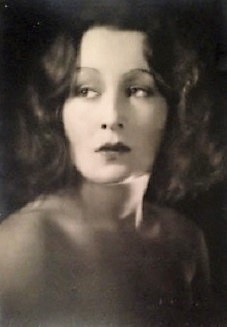
Trude von Molo (1930er Jahre)

Gertrude Maria Berta von Molo (* 22. Dezember 1906 in Wien; † 27. November 1989 in Paris) war eine österreichische Schauspielerin.

## Leben und Wirken
Sie war die Tochter des Schriftstellers Walter von Molo und Zwillingsschwester von Conrad von Molo. Aufgewachsen ist sie in Berlin. Dort absolvierte sie ihre künstlerische Ausbildung unter anderem bei Mary Wigman und spielte an verschiedenen Bühnen in der Stadt an der Spree. Bekannt wurde sie vor allem 1931 durch ihre Hauptrolle in dem Film Der Raub der Mona Lisa, einer erfolgreichen Kriminalkomödie.
Trude von Molo beendete bereits 1934 ihre Karriere als Schauspielerin. Sie emigrierte nach Lateinamerika und ging später in die USA. 1987 erhielt sie das Filmband in Gold für langjähriges und hervorragendes Wirken im deutschen Film. Der Preis wurde in ihrer Abwesenheit von ihrem Zwillingsbruder in Empfang genommen. Sie starb am 27. November 1989 in Paris.

## Filmografie
- 1929: Ludwig der Zweite, König von Bayern
- 1930: Der Mann, der den Mord beging
- 1931: Kadetten / Hinter den roten Mauern
- 1931: Der Raub der Mona Lisa
- 1932: Die unsichtbare Front
- 1932: Der weiße Dämon
- 1932: Sergeant X
- 1933: Der Läufer von Marathon
- 1933: Alle machen mit